# Cratere Rynin
Rynin è un cratere lunare di 77,88 km situato nella parte nord-orientale della faccia nascosta della Luna.